# 觉拉乡 (错那市)
觉拉乡（藏語：སྦྱོར་ར，威利转写：sbyor ra），是中华人民共和国西藏自治区山南市错那市下辖的一个乡镇级行政单位。

## 行政区划
觉拉乡下辖以下地区：
罗堆村、觉拉村、扎洞村、年扎村和德吉村。